# تپه میرزا خان علیا
تپه میرزا خان علیا مربوط به سده‌های اولیه اسلام است و در شهرستان بیله‌سوار، بخش قشلاق دشت، دهستان قشلاق شرقی، روستای خان بابا کندی واقع شده. این اثر در تاریخ ۱۲ شهریور ۱۳۸۶ با شمارهٔ ثبت ۱۹۳۸۴ به‌عنوان یکی از آثار ملی ایران به ثبت رسیده است.